# Dhaulakot
Dhaulakot (nepalski: धौलाकोट) – gaun wikas samiti w zachodniej części Nepalu w strefie Mahakali w dystrykcie Darchula. Według nepalskiego spisu powszechnego z 2001 roku liczył on 411 gospodarstw domowych i 2581 mieszkańców (1292 kobiet i 1289 mężczyzn).